# Magnano
Magnano – miejscowość i gmina we Włoszech, w regionie Piemont, w prowincji Biella.
Według danych na styczeń 2009 gminę zamieszkiwało 390 osób przy gęstości zaludnienia 37,1 os./1 km².

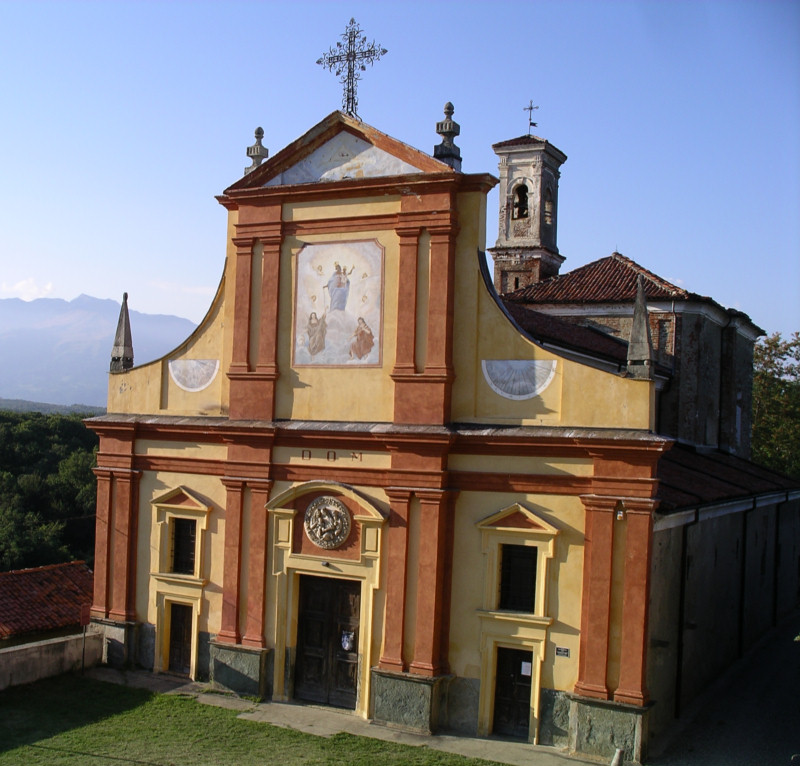
Kościół św. Jana Chrzciciela